# Oksana Wiktorowna Lunina
Oksana Wiktorowna Lunina (russisch Оксана Викторовна Лунина; * 8. Juni 1975 in Nachodka, Region Primorje) ist eine russische Geotektonikerin.

## Leben
Nach der Ausbildung am Irkutsker Technikum für Geologische Exploration (Abschluss 1994) arbeitete Lunina im Erdkruste-Institut (ISK) der Sibirischen Abteilung (SO) der Russischen Akademie der Wissenschaften (RAN) in Irkutsk als Ingenieurin des Seismologischen Kabinetts und ab 2004 als wissenschaftliche Senior-Mitarbeiterin des Laboratoriums für Tektonophysik.
Daneben absolvierte Lunina das Fernstudium an der Universität Irkutsk mit Abschluss 1998 als Geologische Prospektorin und Exploratorin. Ihre Kandidat-Dissertation über den Einfluss des Spannungszustands der Lithosphäre auf die Struktur seismischer Verwerfungen verteidigte sie 2002 mit Erfolg für die Promotion zur Kandidatin der geologisch-mineralogischen Wissenschaften.
Luninas Forschungsschwerpunkt wurden die geodynamischen Prozesse im Hinblick auf die Bildung und Aktivierung von Verwerfungen in der tektonischen Struktur der Erdkruste. Mit den Ergebnissen internationaler Expeditionen wurden entsprechende Karten für viele Gebiete erstellt. Sie verteidigte 2016 erfolgreich ihre Dissertation über die gestörte Tektonik der Baikalsee-Region in der Spätkänozoikum-Phase der Erdkrustenentwicklung für die Promotion zur Doktorin der geologisch-mineralogischen Wissenschaften.

## Ehrungen, Preise
- N.-A.-Logatschow-Preis der SO der RAn (2005)[1]
- W.-A.-Obrutschew-Preis der RAN (2011)[3]